# Pema Ling
Pema Ling is een stripreeks die van mei 2005 tot oktober 2009 werd uitgebracht. Georges Bess schreef en tekende de strip. De verhalen gaan over het land Tibet en de volkeren van het Himalayagebergte en hun bijzondere gewoonten en levensopvatting.

## Albums
Alle albums zijn getekend en geschreven door Georges Bess en uitgegeven door Dupuis.
1. Van tranen en bloed
2. De strijders van het ontwaken
3. Yamantaka, de heer des doods
4. Een legende wordt geboren
5. Katoek, de Tulpa